# Teratoclytus
Teratoclytus är ett släkte av skalbaggar som ingår i familjen långhorningar.

## Arter
- Teratoclytus changi
- Teratoclytus plavilstshikovi
- Teratoclytus simplicior